# Vincenzo Tempera

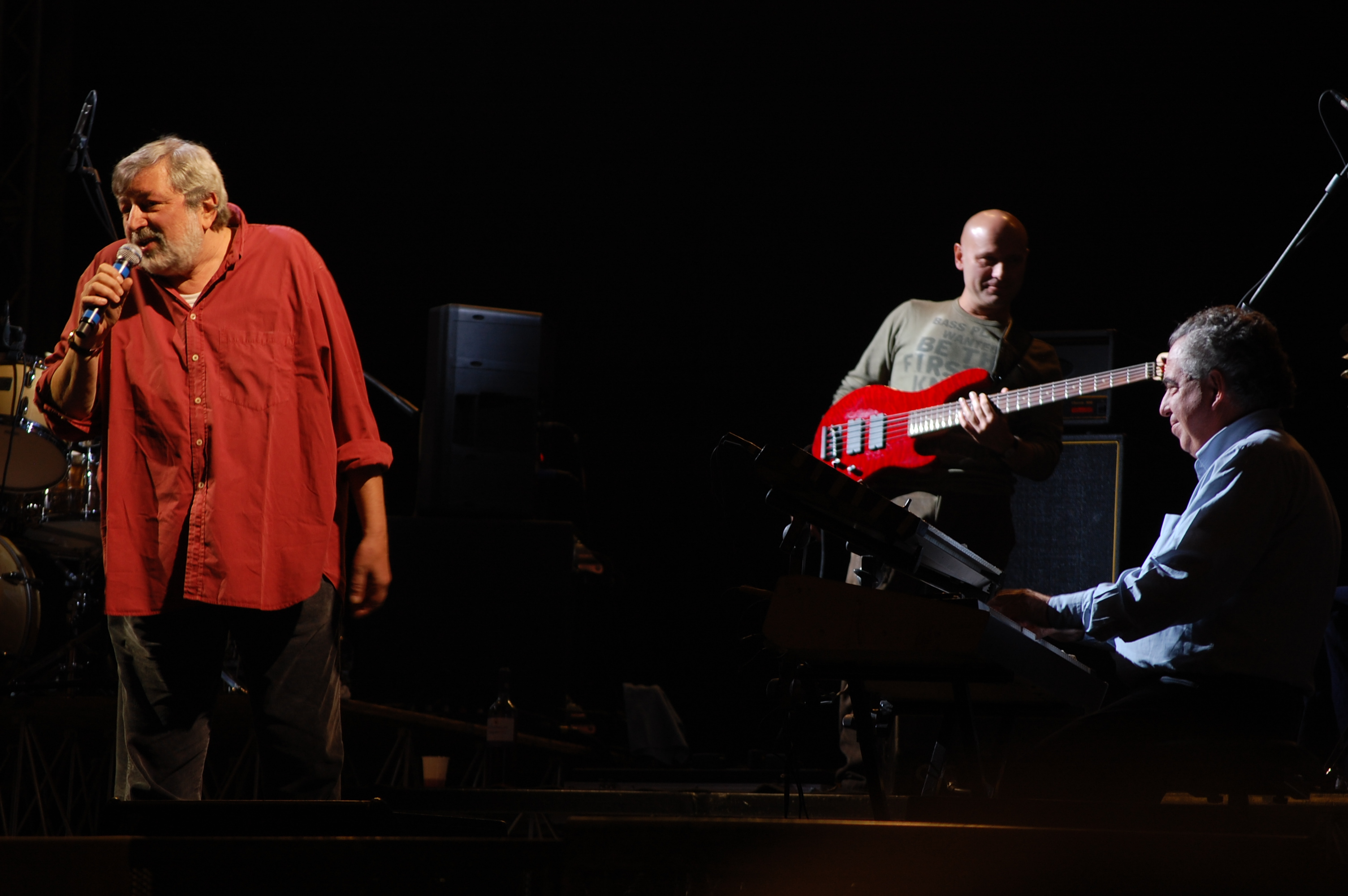
Vince Tempera (rechts) mit Francesco Guccini bei einem Auftritt 2009

Vincenzo Tempera (* 18. September 1946 in Mailand) ist ein italienischer Filmkomponist, Arrangeur und Keyboarder.

## Leben
Tempera spielte ab 1966 Piano in der italienischen Band The New Era, wo er oftmals – an Jerry Lee Lewis erinnernd – barfuß spielte und auf sein Instrument sprang. Nach seinem Wechsel zu The Pleasure Machine 1970 kümmerte er sich auch um die Arrangements der Lieder und die anderer Künstler. 1974 gründete er The Flight und veröffentlichte unter dem Pseudonym André Carr einige Soloplatten. In den späten 1970er Jahren arbeitete Tempera unter anderem mit Frank Sinatra bei Liveauftritten zusammen.
Tempera schrieb, oftmals zusammen mit Fabio Frizzi und Franco Bixio, seit Ende der 1960er Jahre die Soundtracks zu einigen Filmen, darunter einige Horrorfilme von Lucio Fulci.

## Veröffentlichungen (Auswahl)
- 1970: The Pleasure Machine: Fourth Sensation
- 1974: Il Volo: Il Volo
- 1975: Il Volo: Essere o non essere? Essere! Essere! Essere!
- 1976: Temperix
- 1980: Strike up the Band
- 1986: Centurion Odyssey

## Filmografie (Auswahl)
- 1968: Ed ora… raccomanda l’anima a Dio!
- 1973: Vier Fäuste schlagen wieder zu (Carambola)
- 1974: La pazienza ha un limite… noi no!
- 1975: Verdammt zu leben – verdammt zu sterben (I quattro dell'apocalisse)
- 1975: Vier Fäuste und ein heißer Ofen (Carambola filotto… tutti in buca)
- 1976: Action Winners (L'ultima volta)
- 1976: Die blutigen Spiele der Reichen (Roma: l'altra faccia della violenza)
- 1976: Time Breaker (Get Mean)
- 1977: Die sieben schwarzen Noten (Sette note in nero)
- 1978: Die nackte Bourgeoisie (Ritratto di borghesia in nero)
- 1978: Manaos – Die Sklaventreiber vom Amazonas (Manaos)
- 1989: Das Haus des Bösen (La dolce casa degli orrori)
- 1989: Die Uhr des Grauens (La casa nel tempo)
- 1990: Die lieben Verwandten (Fernsehserie)